# Ultimo (comics)
Pour les articles homonymes, voir Ultimo (homonymie).
Ultimo est un super-vilain créé par Marvel Comics (Stan Lee et Gene Colan), apparu pour la première fois dans Tales of Suspense #76, en avril 1966.

## Origine
Ultimo est un gigantesque robot d'origine extra-terrestre, qui s'est écrasé en Chine au XIXe siècle.
L'être fut découvert dans un volcan par le Mandarin, dans la Vallée des Esprits. Ce dernier réussit à réactiver le robot et à faire de lui son serviteur, sous le nom d'Ultimo. Il se fit passer pour son créateur aux yeux de tous, et l'envoya combattre l'armée chinoise. Iron Man intervint mais se révéla dépassé par la puissance de cette créature. Il réussit toutefois à le piéger et à le faire tomber dans le cratère du volcan.
Plus tard, le Mandarin fit extraire son corps de nouveau inerte jusqu'en Afrique. Il affronta Thor et ce dernier le renvoya dans un cratère qu'il fit écrouler en invoquant un orage. Le Mandarin récupéra de nouveau le robot et le ramena en Chine.
Iron Man et Feu du soleil l'enterrèrent une nouvelle fois.
Quelques années plus tard, le Mandarin s'allia avec des russes dissidents pour envoyer Ultimo dans une capsule, sur le sol américain. À son arrivée, il écrasa la force d'intervention militaire, peu préparée, et se dirigea vers Washington DC. Il fit tomber le Washington Monument et Iron Man réussit à éviter que ce monument n'écrase le foule en tombant. Ensuite, Iron Man eut une crise cardiaque pendant le combat. Mais ce dernier remporta finalement la bataille en creusant un tunnel vers une faille volcanique. Ultimo le suivit et se perdit dans la lave en fusion.
Son corps dériva sous la croûte terrestre, et se retrouva coincé quelque part près du Mont Acheron, dans le désert du Mojave, en Californie. Ce temps passé dans la lave lui permit d'absorber énormément de chaleur, et de doubler sa taille. Il réussit à se libérer et détruisit une armure télécommandée envoyée par Tony Stark, ce qui provoqua un choc neural chez ce dernier.
War Machine forma alors la Légion de Fer, une équipe formée à l'utilisation du matériel Iron Man. La Légion fut pourtant vaincue. Finalement, Tony Stark, remis sur pied, arriva dans une nouvelle armure et plaça un capteur sur Ultimo. Ce capteur attira la foudre et créa un court-circuit dans le système d'Ultimo.
Le corps d'Ultimo fut attaché sous la coque du SS Gillis, un navire de guerre, où sa réserve d'énergie lui permit de doubler encore de taille. À la suite d'une attaque, Ultimo se réactiva et retourna le navire. Protégé de la foudre désormais, Ultimo marcha au fond de l'océan vers un signal venant d'un ordinateur. Tony Stark parvint à l'arrêter en piratant son système.
Le SHIELD récupéra le robot et procéda à son démantèlement. A la fin de Civil War, on a appris que le SHIELD avait trop tardé à démanteler le robot, et ce dernier réussit de nouveau à puiser assez d'énergie pour se remettre en marche. Il allait affronter les Vengeurs quand il fut abattu d'une seule rafale par Armory (Violet Lightner).

### Dark Reign
Ultimo réapparut sous la forme d'un virus techno-organique, créé par une filiale d'armement de Stark Industries travaillant pour le H.A.M.M.E.R. de Norman Osborn.
Après avoir sauvé Arès et des civils contaminés, War Machine retrouva la source des travaux, cachée dans une base du désert du Mojave, et se lança à la recherche des trois parties du cerveau du robot. La dernière partie était en possession du cousin crapuleux de Tony Stark, Morgan Stark, qui l'ingéra. Ultimo reprit alors vie, sous forme de métal liquide et il se lança dans l'assimilation et la contamination de la flore de la planète.

## Pouvoirs
- Ultimo est un robot destructeur géant, haut d'environ 30m.
- Il possède une force lui permettant de tenir tête à Thor.
- Le métal inconnu qui le recouvre totalement lui permet de résister à toute attaque, excepté à un tir d'arme nucléaire tactique.
- Ses yeux émettent des rayons d'énergie ou de force, assez puissante pour ralentir le marteau mystique Mjolnir (marteau de Thor).
- Il semble pouvoir absorber de l'énergie, de manière inconnue, ce qui lui a permis d'atteindre 4 fois sa taille depuis son arrivée sur Terre.